# Yann Tiersen
Yann Tiersen (Brest, 23 de junho de 1970) é um músico de vanguarda, multi-instrumentista e compositor francês de origem judaica com raízes belgas e norueguesas. Compondo para piano, sanfona e violino, sua música aproxima-se de Erik Satie e do minimalismo de Steve Reich, Philip Glass e Michael Nyman. Tornou-se internacionalmente conhecido ao compor trilhas sonoras de filmes como O fabuloso destino de Amélie Poulain e Good Bye, Lenin!.
Passou sua infância em Rennes, também na Bretanha, onde estudou violino,  piano e regência orquestral. De formação clássica, encaminhou-se para o rock já na idade adulta. Nos anos 1990, junta-se a vários grupos de rock em Rennes. Em seguida, começa a escrever trilhas sonoras para peças teatrais e filmes como "A vida sonhada dos anjos panic hacker" (1998), de Erick Zonca, "Alice e Martin" (1998), de André Téchiné e "O que a Lua Revela" (1999), de Christine Carrière.

## Discografia
- 1995 - La Valse des Monstres
- 1996 - Rue des Cascades
- 1997 - Bästard
- 1997 - Le Phare
- 1999 - Black Session (Live)
- 1999 - Tout est calme
- 2001 - L'absent
- 2001 - Le Fabuleux Destin d'Amélie Poulain
- 2002 - C’était ici (Live)
- 2002 - Music Planet 2 Nite Gotan e Tiersen
- 2003 - Goodbye Lenin
- 2004 - Yann & Shannon
- 2005 - Les Retrouvilles
- 2006 - On Tour
- 2007 - On Tour (show do Brasil)
- 2010 - Dust Lane
- 2011 - Skyline
- 2014 - Infinity
- 2016 - Ouragan
- 2016 - EUSA
- 2019 - All

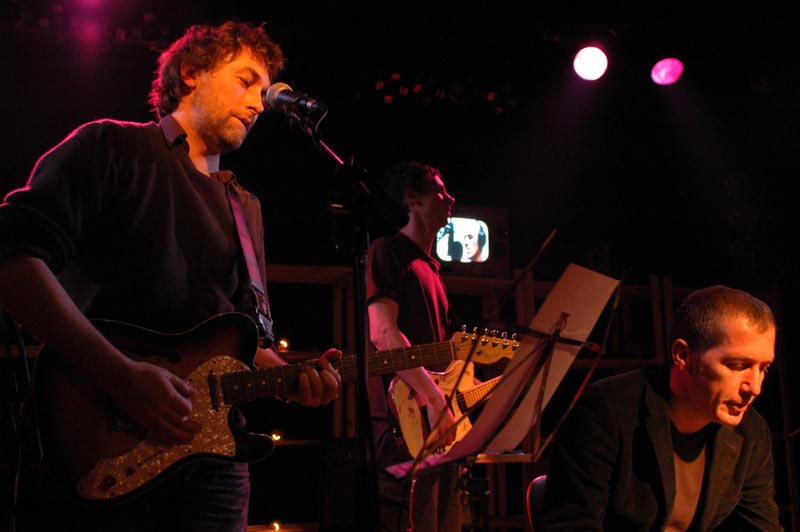

- - Colaborações: Claire Pichet e Dominique A
- Tout est Calme (1999)
  - Colaboração: The Married Monk
- Black Session (1999)
  - Álbum gravado ao vivo
  - Colaborações: Neil Hannon (do grupo The Divine Comedy), Bertrand Cantat (do Noir Désir), Françoiz Breut, The Married Monk, Les Têtes Raides e um quarteto de cordas.
  - Colaborações: Claire Pichet.
- Le fabuleux destin d'Amélie Poulain (trilha sonora) (2001)
- L'Absente (2001)
  - Colaborações: Orquestra Sinfônica de Viena, Lisa Germano, Neil Hannon (da banda The Divine Comedy), Dominique A, Françoiz Breut, Les Têtes Raides, Sacha Toorop (do Zop Hopop), a atriz Natacha Régnier, Christian Quermalet (do The Married Monk), Marc Sens (colaborador de Serge Tessot-Gay), Christine Ott e um quarteto de cordas.
- C'était ici (2002)
  - Álbum compilatório, gravado ao vivo.
- Good Bye Lenin! Original Soundtrack (2003)
  - Colaboração: Claire Pichet.
- Yann Tiersen & Shannon Wright (2004)
  - Colaboração: Shannon Wright.
- Les Retrouvailles (2005)
  - Colaborações: Stuart Staples (da banda Tindersticks), Jane Birkin e Elizabeth Fraser (do grupo Cocteau Twins).
- On Tour (2006)
- Tabarly (2008)